# Krasava Ypsonas
El Krasava Ypsonas es un equipo de fútbol de Chipre que juega en la Primera División de Chipre, la primera categoría nacional.

## Historia
Fue fundado el 14 de mayo de 2014 en la ciudad de Ypsonas con el nombre Enosi Neon Ypsona-Digenis luego de la fusión de los equipos Enosi Neon Ypsona y Digenis Akritas Ipsona. El 14 de mayo de 2019 cambia su nombre por el de Ypsonas FC (en griego: Ένωση Νέων Ύψωνα - Διγενής Ύψωνα).
En julio de 2022 el bloguero de fútbol ruso Yevgeny Savin, que era dueño del club de fútbol FC Krasava, pasó a ser el nuevo dueño del club, adoptando el nombre y el logo similares a los del Krasava.
Savin fue futbolista y según su cuenta compró al club por US$450'000. Luego de subir un video donde entrevistó a los futbolistas Andriy Yarmolenko, Andriy Voronin y Dario Srna en la guerra ruso-ucraniana, fue tratado como un criminal bajo las acusaciones de desacreditar a las fuerzas armadas rusas. El FC Krasava era miembro de la liga regional de la capital Moscú fundado en 2020, pero no tenía una sede para sus partidos de local y desapareció. Voló a Chipre para intentar por segunda vez adquirir a un equipo de fútbol y ponerle el nombre Krasava. En 2024 el club pasa a llamarse Freedom 24 ENY Ypsonas FC. En la temporada 2024-25 de la Segunda División de Chipre lograron el ascenso a la Primera División de Chipre, siendo el segundo equipo de rusos en la primera división después del Pafos.

## Palmarés
- Segunda División de Chipre: 1

2024/25